# 島田信行
島田信行（しまだ のぶゆき　1962年4月14日 - ）
岡山県津山市出身。
みらい紀行代表。
19歳でプロデビューするも心臓疾患の為ドクターストップ、あえなく引退。
関西初の東洋チャンピオンであった師匠の牧昭男より指導者になる事を薦められトレーナーへ転身 当時の日本最年少トレーナーになった。
27歳で大阪帝拳ジムへ移籍、ここで18才であった辰吉丈一郎と出会う。以後専属トレーナーとして4戦目で日本チャンピオン8戦目で世界チャンピオンと当時の日本最短記録を作る。多数の東洋チャンピオン、日本チャンピオンを育て2000年度〔38歳〕にはトレーナーとしての名誉であるエディタウンゼント賞を受賞する。
2002年から2012年までの10年間はK-1をはじめ格闘技の指導でボクシング界を一時離れるも、2013年〔51歳〕よりグリーンツダジムのアドバイザー兼トレーナーとして復活し、川口裕（東洋太平洋バンタム級チャンピオン）、矢田良太（日本ウェルター級チャンピオン）、奥本貴之（日本スーパーフライ級チャンピオン）、下町俊貴（日本スーパーバンタム級チャンピオン）ら10年間で4人のチャンピオン育成指導に貢献した。
過去には自著伝も出版している。

グリーンツダジムで輩出したチャンピオン
- 川口 裕　東洋太平洋バンタム級チャンピオン
- 矢田 良太　日本ウェルター級チャンピオン
- 奥本 貴之　日本Sフライ級チャンピオン
- 下町 俊貴　日本Sバンタム級チャンピオン